# Griechische Basketballnationalmannschaft der Damen
Die griechische Basketballnationalmannschaft der Damen vertritt Griechenland im internationalen Basketball.
Griechenlands erste Teilnahme an einem großen internationalen Turnier war bei der Europameisterschaft 2001. Die Mannschaft hat insgesamt zehn Mal an einer Europameisterschaft teilgenommen. Größter Erfolg war der 4. Platz bei der Europameisterschaft 2017. Außerdem hat Griechenland zweimal an einer Weltmeisterschaft und einmal an den Olympischen Spielen – 2004 im eigenen Land – teilgenommen.
Für die Basketball-Europameisterschaft der Damen 2025 war Griechenland als einer der vier Gastgeber bereits automatisch qualifiziert.

## Abschneiden bei internationalen Wettbewerben

### Olympische Spiele
| - 2004 – 7. Platz |

### Weltmeisterschaften
| - 2010 – 11. Platz - 2018 – 11. Platz |

### Europameisterschaften
| - 2001 – 10. Platz - 2003 – 9. Platz - 2005 – 10. Platz - 2007 – 13. Platz - 2009 – 5. Platz | - 2011 – 13. Platz - 2015 – 10. Platz - 2017 – 4. Platz - 2021 – 16. Platz - 2023 – 11. Platz | - 2025 – Gastgeber, 11. Platz |

## Kader
| Nr | Name                        | Position      | Größe [cm] | Jahrgang | Verein                 |
| -- | --------------------------- | ------------- | ---------- | -------- | ---------------------- |
| 3  | Ioanna Krimli               | Point Guard   | 178        | 2001     | Panathinaikos Athen    |
| 5  | Eleni Bosgana               | Small Forward | 190        | 2003     | CB Balconcesto Leganés |
| 8  | Pinelopi Pavlopoulou        | Point Guard   | 172        | 1996     | Athinaikos Athen       |
| 11 | Angeliki Nikolopoulou       | Point Guard   | 178        | 1991     | Olympiakos Piräus      |
| 13 | Vassliki Louka              | Centre        | 193        | 1996     | Athinaikos Athen       |
| 15 | Artemis Spanou              | Power Forward | 186        | 1993     | BRK Zabiny Brno        |
| 18 | Ioanna Chatzileonti         | Small Forward | 184        | 2002     | Panathinaikos Athen    |
| 21 | Eleanna Christinaki         | Forward       | 184        | 1996     | Olympiakos Piräus      |
| 24 | Robyn Parks                 | Forward       | 185        | 1992     | Athinaikos Athen       |
| 25 | Antigoni Charistanidou      | Forward       | 186        | 1990     | Athinaikos Athen       |
| 34 | Mariella Fasoula            | Centre        | 192        | 1997     | Beşiktaş Istanbul      |
| 44 | Zafeirenia (Renia) Karlafti | Forward       | 182        | 1998     | Olympiakos Piräus      |

- Trainer: Petros Prekas
- Stand: 18. Juni 2025